# Hoquei Club Sant Just
L'Hoquei Club Sant Just és un club d'hoquei sobre patins català del municipi de Sant Just Desvern, a la comarca del Baix Llobregat. Va ser fundat l'any 1959 i actualment disputa la màxima categoria del hoquei estatal, l'OK Lliga.
Disputa els seus partits com a local al Complex Municipal la Bonaigua.

## Història
Malgrat que la fundació oficial del club és l'any 1959, amb anterioritat, un grup d'amics ja va començar a disputar partits d'hoquei sobre patins a Sant Just Desvern als anys 40 i 50. A la dècada dels anys 70 i 80 el club arriba a disputar la Primera Divisió Nacional, segona màxima categoria a nivell estatal.
La temporada 2018-19 guanya la Lliga Nacional Catalana, amb el que retorna a la segona categoria estatal, l'OK Lliga Plata. Estabilitzat en aquesta categoria, la temporada 2021-22 l'equip guanya la primera edició de la Lliga catalana Plata, en un final disputada a Alpicat, davant el CE Arenys de Munt, per 5-0.
La temporada 2022-23 aconsegueix, per primera vegada a la seva història, l'ascens a la màxima categoria estatal, l'OK Lliga, després de superar al play-off per l'ascens al CP Manlleu. En el seu primer any a la màxima categoria, aconsegueix classificar-se per disputar la Copa del Rei, a Calafell, aconseguint superar al PAS Alcoi i al CP Calafell, caient finalment a la final davant del FC Barcelona. Aquella primera temporada també aconsegueix accedir als play-off pel títol de lliga enfront al FC Barcelona al finalitzar la fase regular en vuitena posició i, en conseqüència, també classificar-se per disputar competició europea a la següent temporada.
La temporada 2024-25 esdevé finalista de la Lliga Catalana, caient enfront el CP Calafell a la final disputada a El Vendrell.

## Plantilla
03 - Borja Lopez
33 - Joan Pujalté
77 - Gerard Miquel
70 - Iñaki Cabezas
02 - Xavier Crespo
08 - Sito Ricart
04 - Alex Joseph
07 - Xavier Burguillos
37 - Arnau Vidal
14 - Dalmau Corominas
01 - Elagi Deitg (P)
13 - Dídac Sanchez (P)

## Palmarès
- 1 Lliga Catalana Plata: 2021-22
- Finalista de la Copa del Rei: 2024
- Finalista de la Lliga Catalana: 2024-25